# Ray Wilson (Musiker)

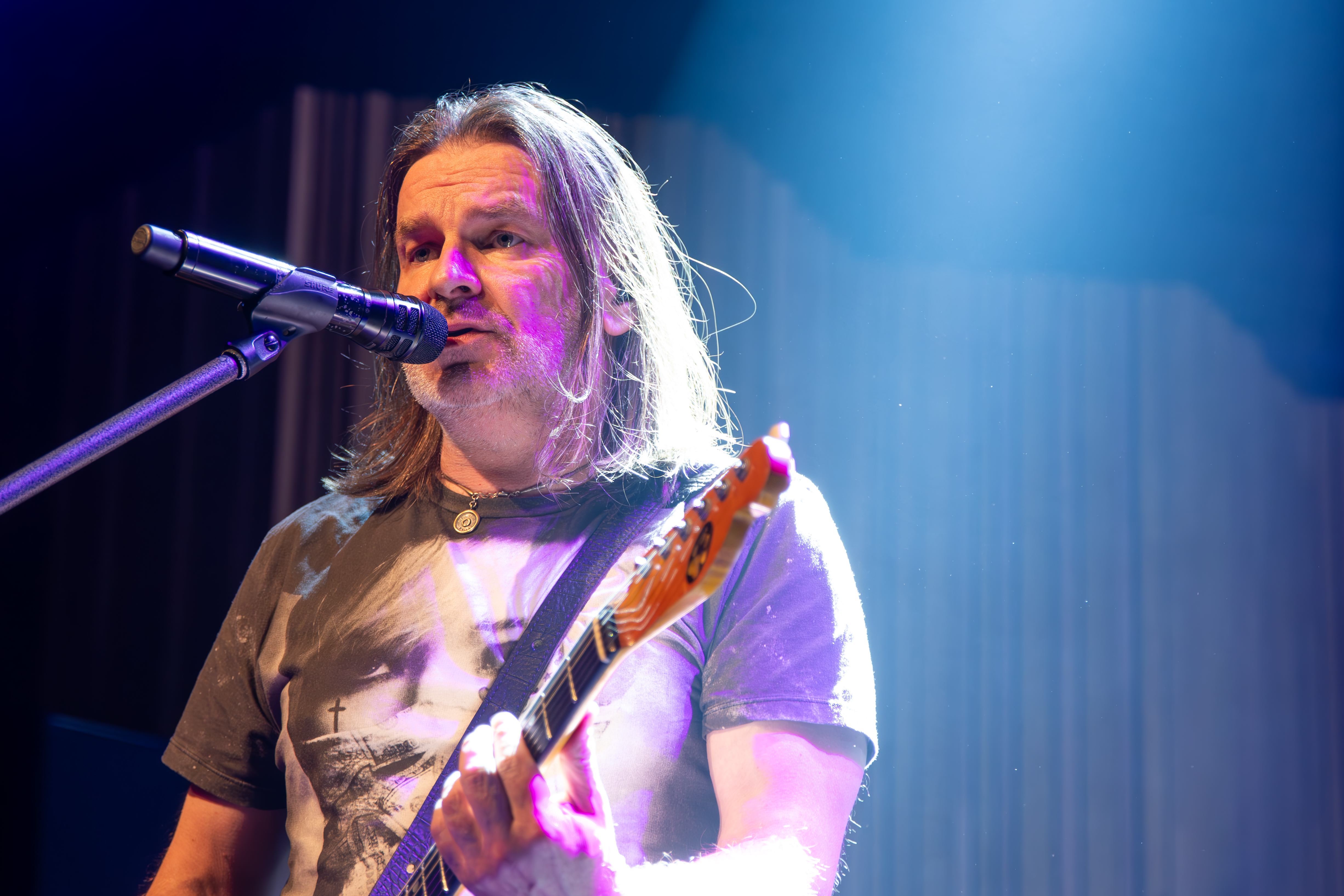
Ray Wilson im Winter 2024

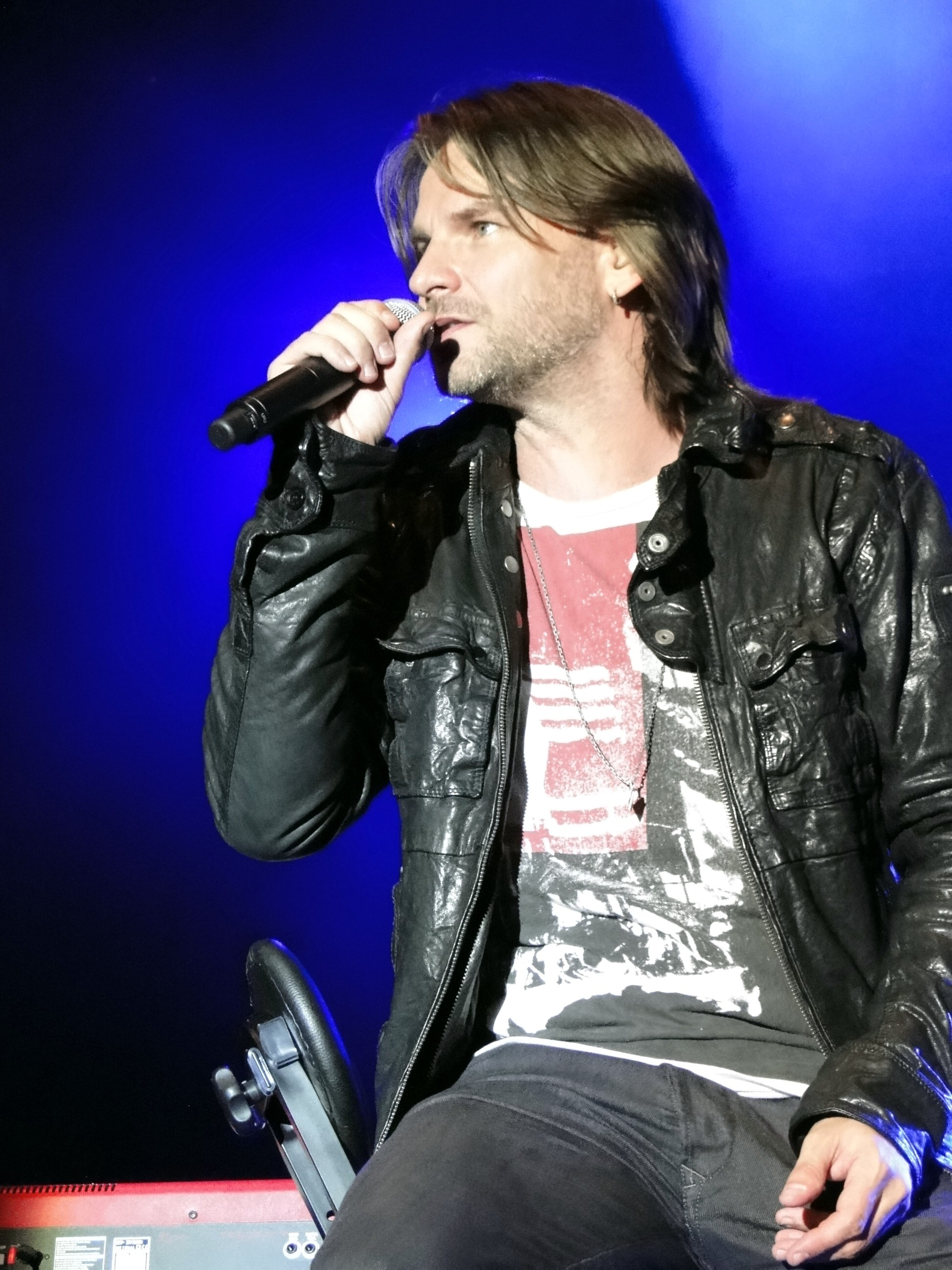
Ray Wilson 2010

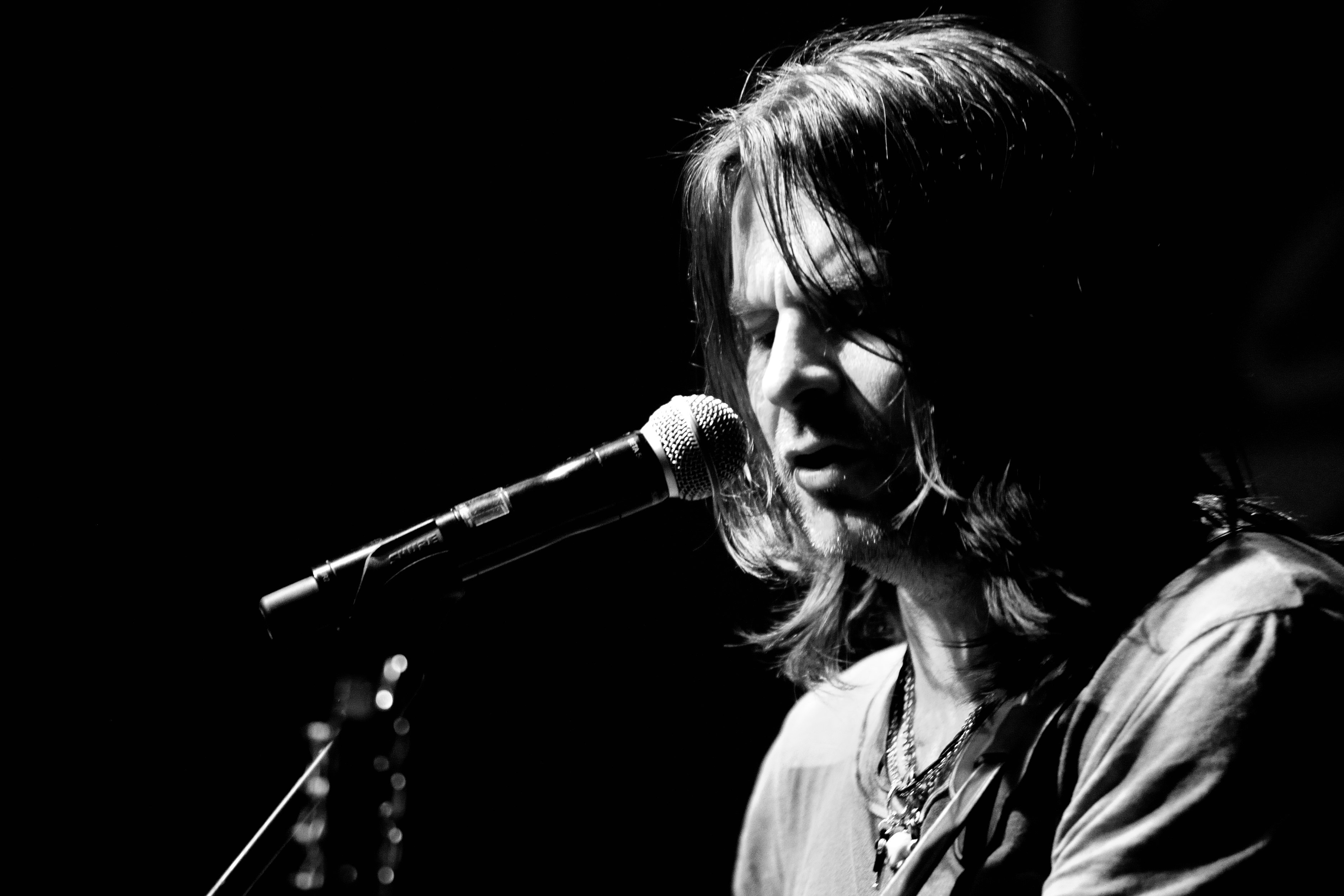
Ray Wilson 2013

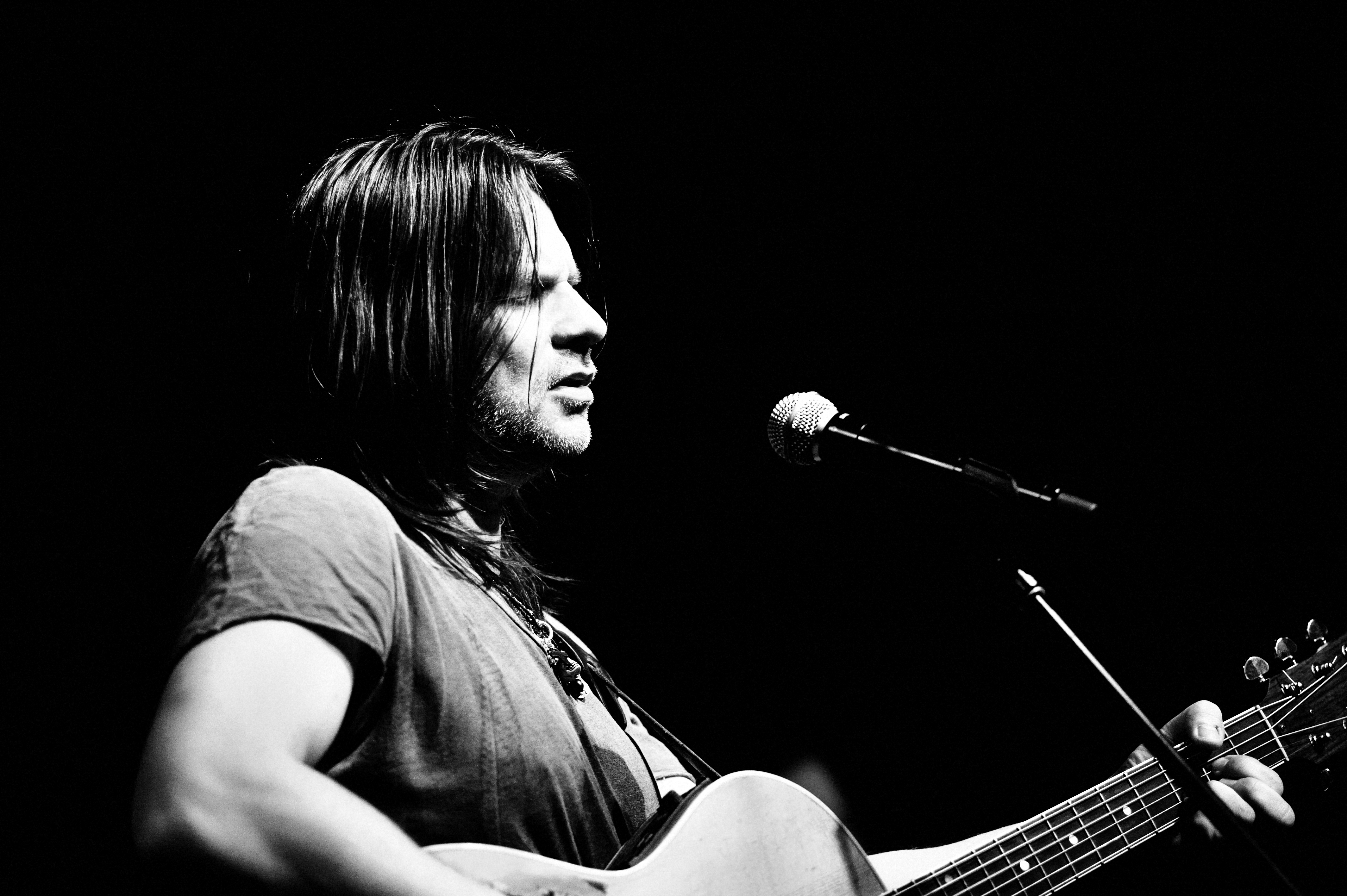
Ray Wilson 2013

Ray Wilson (* 8. September 1968 in Dumfries, Schottland) ist ein schottischer Rocksänger.

## Erste Erfolge mit Stiltskin
Ray Wilson zog nach einiger Zeit in Schulbands nach Edinburgh, wo er mit seinem Bruder Steve sowie Paul Holmes, John Haimes und Chris Cavanagh die Band Guaranteed Pure gründete. Die Band produzierte nur das Album Swing Your Bag, erzielte damit aber keine nennenswerten Erfolge. Aufgrund der daraus resultierenden finanziellen Schwierigkeiten nahm Ray Wilson 1994 das Angebot der schottischen Band Stiltskin an, bei ihr als Sänger einzusteigen.
Deren Debütsingle Inside wurde für den Werbespot der Jeansfirma Levi’s 501 verwendet und dadurch schnell zu einem Hit in den meisten europäischen Ländern. Als den nächsten beiden Singleauskopplungen Footsteps und Rest in Peace vom Debütalbum The Mind’s Eye der kommerzielle Erfolg versagt blieb, löste sich die Band in erster Linie wegen interner Konflikte auf.

## Wilson bei Genesis
Ray Wilson arbeitete in der Folgezeit wieder mit den Mitgliedern von Guaranteed Pure an einem neuen Album, doch wurde er nach dem Ausstieg des Leadsängers Phil Collins im Jahr 1996 für Genesis engagiert. Zusammen mit den beiden verbliebenen Bandmitgliedern Mike Rutherford und Tony Banks entstand das Album Calling All Stations (1997), dem allerdings kein größerer Erfolg beschieden war. Daraufhin wurde das Projekt Genesis von Tony Banks und Mike Rutherford quasi-offiziell zu Grabe getragen, und weitere geplante Alben wurden nicht mehr verwirklicht.
Zum Start der neuen Genesis-Tour im Jahr 2007 distanzierte sich Wilson im Interview mit einer schottischen Zeitung deutlich von der Gruppe. Phil Collins habe es nur sehr ungern gesehen, dass man mit ihm weitergemacht habe. Außerdem sprach Wilson von „unüberbrückbaren Klassenunterschieden“. Seine Anfrage, zumindest im Vorprogramm der Turn-It-On-Again-Welttournee aufzutreten, sei vom Genesis-Management abgelehnt worden. Somit sei das Kapitel Genesis/Wilson für alle Zeit erledigt.

## Solokarriere
Ray Wilson veröffentlichte daraufhin im Jahre 1999 mit seinem Bruder Steve Wilson, Paul Holmes und John Haimes (den früheren Guaranteed Pure) und dem Schlagzeuger Nir Zidkyahu, der schon bei Calling All Stations mitgewirkt hatte, das Album Millionairhead unter dem Bandnamen „cut_“.
Seit 2001 ist Ray Wilson als Solokünstler unter seinem eigenen Namen aktiv, wobei er von Ali Ferguson (Gitarre), Ashley MacMillan (Schlagzeug) und Lawrie MacMillan (Bass) unterstützt wird.
Im April 2006 wurde das Album She unter dem Namen „Ray Wilson & Stiltskin“ veröffentlicht, wobei allerdings von der Originalbesetzung der Band nur noch Ray Wilson übrig war. Im November 2008 erschien ein weiteres Soloalbum namens Propaganda Man, das zunächst nur über die Homepage und bei Konzerten vertrieben wurde und ab Frühjahr 2009 im regulären Handel erhältlich war. Charterfolge konnte er mit den Alben Genesis vs. Stiltskin (2011), Chasing Rainbows (2013) und Makes Me Think of Home (2016) erreichen. Im Sommer 2021 erschien The Weight of Man.
Wilson tourt mit unterschiedlichen Projekten:
- Ray Wilson & Stiltskin
- Genesis unplugged
- Genesis Klassik – Pop meets Symphony (in unterschiedlichen Besetzungen)

## Zusammenarbeit mit Steve Hackett
Steve Hackett lud Ray Wilson als Gastsänger für seine Genesis Revisited Tour (2013/2014) ein. Es fanden Konzerte in Mailand, Glasgow, München, London und Berlin statt, bei denen Wilson für einige Stücke auf der Bühne den Gesangspart übernahm. Außerdem sang er den Titel Carpet Crawlers für eine alternative Version des Hackett-Albums Genesis Revisited II [Genesis Revisited II: Selection] ein. Das Konzert Hacketts in der Londoner Royal Albert Hall inkl. Gastauftritt Ray Wilsons wurde als CD/DVD/BD veröffentlicht. Am 23. Oktober 2024 sang Ray Wilson erneut bei einem Konzert von Steve Hackett in der Royal Albert Hall.

## Diskografie

### Alben
| Jahr | Titel                  | Höchstplatzierung, Gesamtwochen, AuszeichnungChartplatzierungen (Jahr, Titel, Platzierungen, Wochen, Auszeichnungen, Anmerkungen) | Höchstplatzierung, Gesamtwochen, AuszeichnungChartplatzierungen (Jahr, Titel, Platzierungen, Wochen, Auszeichnungen, Anmerkungen) | Anmerkungen                                                                                        |
| Jahr | Titel                  | DE | CH | Anmerkungen                                                                                        |
| ---- | ---------------------- | --- | --- | -------------------------------------------------------------------------------------------------- |
| 2003 | Change                 | DE88 (1 Wo.)DE | — | Erstveröffentlichung: April 2003 Produzent: Ray Wilson                                             |
| 2011 | Genesis vs. Stiltskin  | DE21 (3 Wo.)DE | — | Erstveröffentlichung: 9. September 2011 mit The Berlin Symphony Ensemble und Stiltskin 3 CDs + DVD |
| 2013 | Chasing Rainbows       | DE57 (1 Wo.)DE | — | Erstveröffentlichung: April 2013 Produzenten: Peter Hoff, Ray Wilson                               |
| 2016 | Makes Me Think of Home | DE88 (1 Wo.)DE | — | Erstveröffentlichung: 7. Oktober 2016                                                              |
| 2021 | The Weight of Man      | DE59 (1 Wo.)DE | CH79 (1 Wo.)CH | Erstveröffentlichung: 27. August 2021                                                              |

Weitere Alben
- 1993: Swing Your Bag (Ray Wilson & Guaranteed Pure)
- 1999: Millionairhead (mit cut_)
- 2004: The Next Best Thing
- 2006: She (mit Stiltskin)
- 2009: Propaganda Man
- 2011: Unfulfillment (mit Stiltskin)
- 2015: The Studio Albums 1993–2013 (Kompilation, Box mit 8 CDs)
- 2016: Song for a Friend
- 2019: Upon My Life

### Livealben
- 2001: Unplugged (UK) / Live and Acoustic (DE)
- 2005: Live (2 CDs)
- 2006: An Audience and Ray Wilson (Limited Edition Live Solo Album)
- 2007: Live (mit Stiltskin)
- 2009: Genesis Klassik (mit The Berlin Symphony Ensemble; Aufnahme: Radio Berlin 88,8, 13. August 2009)
- 2011: Genesis Classic: Live in Poznan (mit The Berlin Symphony Ensemble; 2 CDs + DVD)
- 2014: Genesis vs. Stiltskin: 20 Years and More (2 CDs + DVD)
- 2014: Up Close and Personal: Live at SWR1 (2 CDs)
- 2017: Ray Wilson – Time & Distance (2 CDs)
- 2018: Ray Wilson – ZDF @ Bauhaus

### Singles
| Jahr | Titel Album        | Höchstplatzierung, Gesamtwochen, AuszeichnungChartsChartplatzierungen (Jahr, Titel, Album, Platzierungen, Wochen, Auszeichnungen, Anmerkungen) | Anmerkungen                                                                |
| Jahr | Titel Album        | UK | Anmerkungen                                                                |
| ---- | ------------------ | --- | -------------------------------------------------------------------------- |
| 2003 | Yet Another Day 76 | UK70 (2 Wo.)UK | Erstveröffentlichung: 28. April 2003 Armin van Buuren featuring Ray Wilson |

Weitere Singles
- 2003: Goodbye Baby Blue
- 2003: Change
- 2004: These Are the Changes
- 2005: Roses (RPWL feat. Ray Wilson)
- 2006: Lemon Yellow Sun (mit Stiltskin)
- 2006: She (mit Stiltskin)
- 2009: Show Me the Way (DJ Cosmo feat. Ray Wilson)
- 2011: First Day of Change (mit Stiltskin)
- 2015: Here Comes the Rain Again (Tune Brothers feat. Ray Wilson; VÖ: 24. April)
- 2015: Walking in Memphis (Tune Brothers feat. Ray Wilson; VÖ: 28. Juli)